# Sayago Ayuso
José Luis Sayago Ayuso (Madrid, 1 de noviembre de 1972) es un actor y director español.
Desde los 14 hasta los 18 años se dedicó al mundo de la interpretación teatral como hobby, lo que le llevó a dedicarse profesionalmente hasta hoy en día. En 2004 creó la productora GOA producciones junto a su hermano. En 2008 creó con su productora la televisión en línea Teleférico Archivado el 1 de mayo de 2019 en Wayback Machine.
Con la misma productora se realizó el largometraje dirigido por Juan Estelrich Los Medieros. Actor, director y guionista, actualmente copresenta el programa radiofónico "El pirata y su banda" en Rock FM.
El 8 de marzo de 2024 estrena su primer largometraje como director Por tus muertos, película que coescribe junto a Paco Mateo y Juanjo Ramírez Mascaró, en la que forman parte del reparto principal José Mota, Jorge Sanz, Marta Belenguer y Carles Francino.

## Filmografía
Director-realizador
- Eso es fácil (1998)
- Sector 4-B (1999)
- La furgoneta (2000)
- Trincheras (2000)
- Eso es fácil La versión (2007)
- No smoking (2008)
- Cuesquito (2008)
- Chic-cas (2008-2012)
- Adelita. Videoclip Babel. (2014)
- Por tus muertos (2024)

### Productor
- Km 311 int/día (1996)
- Eso es fácil (1998)
- Sector 4-B (1999)
- Trincheras (2000)
- Eso es fácil. La versión (2007)
- Cuesquito (2008)
- Calabozos, la serie (2008)
- Teleférico (2008)
- Los Medieros (2008)
- Chic-as (2008-2012)
- Me río de la crisis (2013)

### Actor
- Cuernos de mujer (1994)
- Cachito (1996)
- Todos a tus pies (1996)
- Mambrú (1996)
- Eso es fácil (1998)
- Sector 4-B (1999)
- Periodistas (1998)
- Trincheras (2000)
- Leo (2000)
- Lo básico (2000)
- La gran vida (2000)
- El sueño de Ibiza (2002)
- Policías, en el corazón de la calle (3 episodios 2002-2003)
- Besos de gato (2003)
- Hospital Central (2 episodios 2002-2005)
- El comisario (4 episodios 1999-2008)
- Con dos tacones (2006)
- Eso es fácil. La versión (2007)
- Cuenta atrás (2007)
- Cuesquito (2008)
- Calabozos, la serie (2008)
- Teleférico (2008)
- Los Mediero (2008)
- Chic-cas (2008-2012)
- Águila roja (2009-2011)
- Los 7 pelmas (2010-2011)
- Aída (2011)
- BuenAgente (2011)
- Nochegüena news (2011)
- Tierra de lobos (2012)
- En fuera de juego (2012)
- José Mota presenta... (2015-2018)
- Servir y proteger (2017)
- Fugitiva (2018)
- El Buen Patrón (2021)

### Guionista
- Eso es fácil (1998)
- Sector 4-B (1999)
- Trincheras (2000)
- Preparados, listos... Kaos (2002)
- La sede (2003)
- Drinking (2004)
- Te rogamos óyenos (2005)
- Eso es fácil. La versión (2007)
- Teleférico (2008)
- Chic-as (2008)
- Nochegüena news (2011)
- La noche de José Mota (2012-2013)
- Me río de la crisis (2013)
- José Mota presenta... (2015-2016)
- Por tus muertos.  Largometraje (2024)